# لی مینگ (بازیکن فوتبال، متولد ۱۹۷۱)
لی مینگ; (متولد ۲۶ ژانویه ۱۹۷۱) مربی فوتبال و بازیکن سابق است.
به عنوان یک فوتبالیست، او در پست هافبک بازی می کرد و تمام دوران حرفه ای خود را در دالیان گذراند و در آنجا هشت قهرمانی لیگ و سه جام حذفی را به دست آورد. دوران حرفه‌ای ملی او باعث شد که برای تیم ملی چین بازی کند و بین سال‌های ۲۰۰۴ تا ۱۹۹۲، ۸۶ بازی ملی و ۸ گل به ثمر رساند.  او نماینده کشورش در چهار دوره جام ملت‌های آسیا بود و به تیمش کمک کرد تا در سال ۱۹۹۲ به مقام سوم، یک چهارم نهایی در سال ۱۹۹۶، مقام چهارم در سال ۲۰۰۰ و مقام دوم در سال ۲۰۰۴، بود.